# Labour Day Lake
Labour Day Lake är en sjö i Kanada.   Den ligger i provinsen British Columbia, i den sydvästra delen av landet, 3 600 km väster om huvudstaden Ottawa. Labour Day Lake ligger 916 meter över havet. Arean är 0,65 kvadratkilometer. Den sträcker sig 0,9 kilometer i nord-sydlig riktning, och 1,2 kilometer i öst-västlig riktning.
I omgivningarna runt Labour Day Lake växer i huvudsak barrskog. Runt Labour Day Lake är det glesbefolkat, med 12 invånare per kvadratkilometer.